# Conus sazanka
Conus sazanka е вид охлюв от семейство Conidae. Видът не е застрашен от изчезване.

## Разпространение и местообитание
Разпространен е във Виетнам, Индонезия (Калимантан и Сулавеси), Кения, Китай (Гуандун, Джъдзян и Фудзиен), Мавриций, Мадагаскар, Мозамбик, Нова Каледония, Провинции в КНР, Реюнион, САЩ (Хавайски острови), Сомалия, Тайван, Танзания, Филипини, Южна Африка (Квазулу-Натал) и Япония.
Обитава пясъчните дъна на морета. Среща се на дълбочина от 49 до 100 m.